# Георг I (Анхалт-Цербст)
Георг I Стария (на немски: Georg I von Anhalt-Zerbst, „der Ältere“, * ок. 1390, † 21 септември 1474 в Десау) от род Аскани е от 1417 до 1474 г. княз на Анхалт-Цербст и от 1468 до 1474 г. княз на княжество Анхалт-Бернбург.
Георг е вторият син на княз Зигисмунд I фон Анхалт-Цербст († 1405) и на Юта († сл. 1411), дъщеря на граф Гебхард фон Кверфурт. Георг последва в управлението умрелия си брат през 1417 г. Валдемар IV.
При пожар в Десау през 1467 г. изгаря голяма част от княжеския дворец и държавната архива е похабена. След смъртта на княз Бернхард VI фон Анхалт-Бернбург († 1468) Георг получава неговите земи в княжество Анхалт-Бернбург.
Георг се отказва от управлението през 1470 г. в полза на четирите си синове, които разделят страната. Той умира след четири години в Десау, където е и погребан.

## Фамилия
Георг I се жени четири пъти. За пръв път той се жени за Матилде († пр. 1432), дъщеря на княз Ото III фон Анхалт-Бернбург. Бракът е бездетен.
Георг I се жени през 1432 г. втори път за Еуфемия (Офка) от Оелс († 1444), дъщеря на херцог Конрад III от Оелс, вдовица на курфюрст Албрехт III от Саксония-Витенберг († 1422). Те имат две дъщери:
- Анна († 1492)

∞ 1. 1456/61 (разведена) бургграф Хайнрих II фон Майсен († 1484)
∞ 2. 1467 граф Йохан I фон Хонщайн († 1498)
- Мария, монахиня в Брехна

За трети път той се жени за София фон Хонщайн († 1451), дъщеря на граф Зигисмунд фон Хонщайн, и има с нея децата:
- Валдемар VI (1450 – 1508), княз на Анхалт-Кьотен
- Хедвиг († пр. 1516), монахиня в Брехна
- Барбара (* ок. 1426), монахиня в Брехна
- Агнес (1445 – 1504), абатиса на Гандерсхайм 1485
- Шоластика (1451 – 1504), абатиса на Гернроде

Георг се жени четвърти път за Анна († 1513), дъщеря на граф Албрехт VIII фон Линдов-Рупин (1406 – 1460) Анна фон Силезия-Глогау-Саган († 1437), и има децата:
- Ернст († 1516), княз на Анхалт-Десау
- Зигисмунд III (1456 – 1487), княз на Анхалт-Десау
- Георг II (1454 – 1509), княз на Анхалт-Кьотен
- Рудолф IV († 1510), княз на Анхалт-Бернбург
- Анна († 1531)

∞ 1498 граф Йохан V фон Олденбург († 1526)